# Calmanesia lonchotes
Calmanesia lonchotes är en kräftdjursart som beskrevs av Barnard 1960. Calmanesia lonchotes ingår i släktet Calmanesia och familjen Armadillidae. Inga underarter finns listade i Catalogue of Life.